# Copa América 2024

La Copa América 2024 fue la cuadragésima octava edición de este torneo, la principal competencia futbolística entre las selecciones nacionales de América del Sur y la más antigua del mundo. Fue coorganizada por la Confederación Sudamericana de Fútbol (Conmebol) y la Confederación de Norteamérica, Centroamérica y el Caribe de Fútbol (Concacaf). Por segunda vez, el torneo se realizó en Estados Unidos, después de la edición centenario de 2016.

El campeón fue nuevamente Argentina, que venció en la final a Colombia, por 1 a 0 en tiempo suplementario, logrando su decimosexto título y convirtiéndose en el más ganador en la historia del certamen. Además, el título habilita a Argentina para disputar la Copa de Campeones Conmebol-UEFA de 2026 ante España, ganadora de la Eurocopa 2024.

## Elección del país anfitrión
Inicialmente, estaba previsto que esta edición se realizara durante la temporada 2023 en Ecuador. Debido a la reestructuración del calendario, aprobada por la FIFA a petición de la Conmebol en 2020, con el fin de cambiar los años en los que se llevaba a cabo el certamen continental, y emparejarlo con la Eurocopa, se decidió postergar la elección de la sede.
Según el antiguo orden de rotación de anfitriones de Conmebol, para completar el ciclo las siguientes ediciones habrían correspondido a Ecuador en 2024, ya que su última copa fue en 1993), y Uruguay en 2028, luego de haberla recibido en 1995. Sin embargo, tras los cambios en las últimas ediciones (con repetición de sedes entre Argentina, Chile y Brasil, y con una sede ajena a la Conmebol como Estados Unidos), el presidente de la Confederación Alejandro Domínguez manifestó que Ecuador solamente tenía una postulación, dando a entender que otros países también podrían aspirar a organizar un evento.
En principio, desde Ecuador aseguraban que estaba confirmada la realización del torneo, y daban por hecho que lo organizarían, pero finalmente decidieron declinar su candidatura.
Por otra parte, Perú manifestó interés en organizar el evento. De igual manera, luego de la fallida realización de la última Copa América para la que habían sido elegidos, Argentina y Colombia también buscaban volver a organizar el torneo en forma conjunta, mencionando el compromiso que habían hecho con la Conmebol para recibir la competición. No obstante, desde antes de la cancelación de Ecuador como sede, la AFA ya apuntaba a que Argentina volvería a recibir la copa en 2024. Además, otros medios señalaban a Estados Unidos como opción para albergar el torneo, a modo de preparación para la Copa Mundial de 2026.
El 27 de enero de 2023, se confirmó que Conmebol y Concacaf coorganizarían la competición en este último país, tras darse a conocer la firma de un acuerdo estratégico. Así, a los diez equipos de la Conmebol se agregaron seis representantes de la Concacaf, los que obtuvieron la clasificación a través de la Liga de Naciones de la Concacaf 2023-24, incluyendo a los cuatro ganadores de los cuartos de final, y a otros dos mediante una eliminación entre los cuatro perdedores.

## Equipos participantes
El torneo contó con la participación de las diez selecciones de Conmebol y las seis mejores selecciones de Concacaf que clasificaron mediante la Liga de Naciones de la Concacaf 2023-24, a través de los ganadores de la fase de cuartos de final de la Liga "A", y la ronda de repechaje entre los perdedores de la misma.
En cursiva el único equipo debutante.
| Equipos participantes | Equipos participantes | Equipos participantes | Equipos participantes |
| --------------------- | --------------------- | --------------------- | --------------------- |
| Argentina             | Chile                 | Estados Unidos        | Paraguay              |
| Bolivia               | Colombia              | Jamaica               | Perú                  |
| Brasil                | Costa Rica            | México                | Uruguay               |
| Canadá                | Ecuador               | Panamá                | Venezuela             |

### Seleccionadores nacionales
Entre paréntesis la selección que entrena el seleccionador.
| Seleccionadores nacionales | Seleccionadores nacionales  | Seleccionadores nacionales       | Seleccionadores nacionales   |
| -------------------------- | --------------------------- | -------------------------------- | ---------------------------- |
| Lionel Scaloni (Argentina) | Ricardo Gareca (Chile)      | Gregg Berhalter (Estados Unidos) | Daniel Garnero (Paraguay)    |
| Antônio Zago (Bolivia)     | Néstor Lorenzo (Colombia)   | Heimir Hallgrímsson (Jamaica)    | Jorge Fossati (Perú)         |
| Dorival Júnior (Brasil)    | Gustavo Alfaro (Costa Rica) | Jaime Lozano (México)            | Marcelo Bielsa (Uruguay)     |
| Jesse Marsch (Canadá)      | Félix Sánchez Bas (Ecuador) | Thomas Christiansen (Panamá)     | Fernando Batista (Venezuela) |

## Organización

### Sedes
El partido inaugural se llevó a cabo en el estadio Mercedes Benz de Atlanta. La final se llevó a cabo en el Hard Rock Stadium en Miami Gardens. Ambas sedes se anunciaron el 20 de noviembre de 2023. Todas las demás se anunciaron el 4 de diciembre de 2023, con un total de catorce estadios en catorce ciudades.
| Atlanta                      | Santa Clara (San Francisco) | Charlotte | Glendale (Phoenix) | Inglewood (Los Ángeles) |
| ---------------------------- | --- | --- | --- | ----------------------- |
| Mercedes-Benz Stadium        | Levi's Stadium | Bank of America Stadium | State Farm Stadium | SoFi Stadium            |
| Capacidad: 71 000            | Capacidad: 72 840 | Capacidad: 74 479 | Capacidad: 63 400 | Capacidad: 70 000       |
|                              | | | |                         |
| Orlando                      | Kansas City · Kansas Kansas City · Misuri Santa Clara Charlotte Glendale Paradise Orlando Austin Houston Arlington East Rutherford Inglewood Atlanta Miami | Kansas City · Kansas Kansas City · Misuri Santa Clara Charlotte Glendale Paradise Orlando Austin Houston Arlington East Rutherford Inglewood Atlanta Miami | Kansas City · Kansas Kansas City · Misuri Santa Clara Charlotte Glendale Paradise Orlando Austin Houston Arlington East Rutherford Inglewood Atlanta Miami | Houston                 |
| Inter&Co Stadium             | Kansas City · Kansas Kansas City · Misuri Santa Clara Charlotte Glendale Paradise Orlando Austin Houston Arlington East Rutherford Inglewood Atlanta Miami | Kansas City · Kansas Kansas City · Misuri Santa Clara Charlotte Glendale Paradise Orlando Austin Houston Arlington East Rutherford Inglewood Atlanta Miami | Kansas City · Kansas Kansas City · Misuri Santa Clara Charlotte Glendale Paradise Orlando Austin Houston Arlington East Rutherford Inglewood Atlanta Miami | NRG Stadium             |
| Capacidad: 25 500            | Kansas City · Kansas Kansas City · Misuri Santa Clara Charlotte Glendale Paradise Orlando Austin Houston Arlington East Rutherford Inglewood Atlanta Miami | Kansas City · Kansas Kansas City · Misuri Santa Clara Charlotte Glendale Paradise Orlando Austin Houston Arlington East Rutherford Inglewood Atlanta Miami | Kansas City · Kansas Kansas City · Misuri Santa Clara Charlotte Glendale Paradise Orlando Austin Houston Arlington East Rutherford Inglewood Atlanta Miami | Capacidad: 72 220       |
|                              | Kansas City · Kansas Kansas City · Misuri Santa Clara Charlotte Glendale Paradise Orlando Austin Houston Arlington East Rutherford Inglewood Atlanta Miami | Kansas City · Kansas Kansas City · Misuri Santa Clara Charlotte Glendale Paradise Orlando Austin Houston Arlington East Rutherford Inglewood Atlanta Miami | Kansas City · Kansas Kansas City · Misuri Santa Clara Charlotte Glendale Paradise Orlando Austin Houston Arlington East Rutherford Inglewood Atlanta Miami |                         |
| Austin                       | Kansas City · Kansas Kansas City · Misuri Santa Clara Charlotte Glendale Paradise Orlando Austin Houston Arlington East Rutherford Inglewood Atlanta Miami | Kansas City · Kansas Kansas City · Misuri Santa Clara Charlotte Glendale Paradise Orlando Austin Houston Arlington East Rutherford Inglewood Atlanta Miami | Kansas City · Kansas Kansas City · Misuri Santa Clara Charlotte Glendale Paradise Orlando Austin Houston Arlington East Rutherford Inglewood Atlanta Miami | Arlington (Dallas)      |
| Q2 Stadium                   | Kansas City · Kansas Kansas City · Misuri Santa Clara Charlotte Glendale Paradise Orlando Austin Houston Arlington East Rutherford Inglewood Atlanta Miami | Kansas City · Kansas Kansas City · Misuri Santa Clara Charlotte Glendale Paradise Orlando Austin Houston Arlington East Rutherford Inglewood Atlanta Miami | Kansas City · Kansas Kansas City · Misuri Santa Clara Charlotte Glendale Paradise Orlando Austin Houston Arlington East Rutherford Inglewood Atlanta Miami | AT&T Stadium            |
| Capacidad: 20 738            | Kansas City · Kansas Kansas City · Misuri Santa Clara Charlotte Glendale Paradise Orlando Austin Houston Arlington East Rutherford Inglewood Atlanta Miami | Kansas City · Kansas Kansas City · Misuri Santa Clara Charlotte Glendale Paradise Orlando Austin Houston Arlington East Rutherford Inglewood Atlanta Miami | Kansas City · Kansas Kansas City · Misuri Santa Clara Charlotte Glendale Paradise Orlando Austin Houston Arlington East Rutherford Inglewood Atlanta Miami | Capacidad: 80 000       |
|                              | Kansas City · Kansas Kansas City · Misuri Santa Clara Charlotte Glendale Paradise Orlando Austin Houston Arlington East Rutherford Inglewood Atlanta Miami | Kansas City · Kansas Kansas City · Misuri Santa Clara Charlotte Glendale Paradise Orlando Austin Houston Arlington East Rutherford Inglewood Atlanta Miami | Kansas City · Kansas Kansas City · Misuri Santa Clara Charlotte Glendale Paradise Orlando Austin Houston Arlington East Rutherford Inglewood Atlanta Miami |                         |
| East Rutherford (Nueva York) | Paradise (Las Vegas) | Kansas City (KCMO) | Kansas City (KCK) | Miami                   |
| MetLife Stadium              | Allegiant Stadium | Arrowhead Stadium | Children's Mercy Park | Hard Rock Stadium       |
| Capacidad: 82 500            | Capacidad: 65 000 | Capacidad: 79 451 | Capacidad: 18 467 | Capacidad: 75 540       |
|                              | | | |                         |

### Formato de competición
El torneo se desarrolla dividido en cuatro etapas: fase de grupos, cuartos de final, semifinales y final.
En la fase de grupos, los dieciséis participantes se dividieron en cuatro grupos de cuatro integrantes cada uno, que se jugaron por el sistema de todos contra todos, a una rueda. Los equipos se ordenaron por suma de puntos y los dos primeros pasaron a la siguiente fase.
Si al término de la clasificación, dos o más equipos terminaron empatados en puntos, fueron aplicados los siguientes criterios de desempate (artículo 24 del reglamento):
- mejor diferencia de gol en todos los partidos del grupo;
- mayor cantidad de goles marcados en todos los partidos del grupo;
- puntos obtenidos en los partidos jugados entre los equipos en cuestión;
- diferencia de goles en los partidos jugados entre los equipos en cuestión;
- número de goles marcados en los partidos jugados entre los equipos en cuestión;
- menor número de tarjetas rojas;
- menor número de tarjetas amarillas; y
- sorteo.

Las siguientes fases se juegan por eliminación directa. En los cuartos de final los ocho equipos se enfrentaron en cruces prestablecidos, combinando a los del grupo A con los del B y a los del C con los del D. Los ganadores de cada partido clasificaron a las semifinales. Los enfrentamientos por los cuartos de final, semifinales y la definición por el tercer puesto que terminen empatados, se definirán mediante tiros desde el punto penal. No así en la final, en la que previamente se jugará un tiempo suplementario y, de persitir la igualdad, se definirá mediante penales.

### Árbitros
El 24 de mayo de 2024, la comisión arbitral de la Conmebol anunció la lista oficial de árbitros principales y asistentes para el torneo. El certamen, además, cuenta con árbitros de la Concacaf y una terna italiana (en representación de la UEFA) encabezada por Maurizio Mariani, en el marco de un acuerdo entre ambas federaciones, que implica la participación de árbitros argentinos (en representación de la Conmebol) en la Eurocopa 2024.
Árbitros principales
- Darío Herrera

- Yael Falcón Pérez

- Ivo Méndez

- Wilton Sampaio

- Raphael Claus

- Edina Alves Batista

- Piero Maza

- Cristián Garay

- Wilmar Roldán

- Jhon Ospina

- Augusto Aragón

- Iván Barton

- Ismail Elfath

- Tori Penso

- Mario Escobar

- César Ramos

- Juan Benítez

- Kevin Ortega

- Gustavo Tejera

- Andrés Matonte

- Jesús Valenzuela

- Alexis Herrera

- Maurizio Mariani

Árbitros asistentes
- Juan Pablo Belatti

- Facundo Rodríguez
- Cristian Navarro
- Maximiliano del Yesso
- José Antelo
- Edwar Saavedra
- Danilo Manis
- Bruno Pires
- Rodrigo Correa
- Bruno Boschilia
- Neuza Back
- Claudio Urrutia
- Miguel Rocha
- José Retamal
- Juan Serrano
- Alexander Guzmán
- Jhon León
- Jhon Gallego
- Miguel Roldán
- Mary Blanco
- Cristhian Lescano
- Ricardo Baren
- David Morán
- Henri Pupiro
- Corey Parker
- Kyle Atkins
- Brooke Mayo
- Kathryn Nesbitt
- Luis Ventura
- Humberto Panjoj
- Alberto Morín
- Marco Bisguerra
- Eduardo Cardozo
- Milcíades Saldívar

- Michael Orué
- Stephen Atoche
- Nicolás Tarán
- Martín Soppi
- Carlos Barreiro
- Pablo Llarena
- Lubín Torrealba
- Jorge Urrego
- Alberto Ponte
- Migdalia Rodríguez
- Daniele Bindoni
- Alberto Tegoni

Árbitros VAR
- Mauro Vigliano

- Silvio Trucco

- Héctor Paletta

- Gery Vargas

- Rodolpho Toski

- Daniel Nobre

- Pablo Gonçalves

- Juan Lara

- Rodrigo Carvajal

- Edson Cisternas

- Nicolás Gallo

- Yadir Acuña

- David Rodríguez

- Carlos Orbe

- Bryan Loayza

- Armando Villarreal

- Érick Miranda

- Guillermo Pacheco

- Tatiana Guzmán

- Derlis López

- Eduardo Britos

- José Cuevas

- Joel Alarcón

- Augusto Menéndez

- Jonny Bossio

- Leodán González

- Richard Trinidad

- Christian Ferreyra

- Carlos López

- Juan Soto

- Marco Di Bello

- Aleandro Di Paolo

### Sorteo
El sorteo de los grupos se realizó en el James L. Knight Center de Miami, el 7 de diciembre de 2023.
Nota: Entre paréntesis, la posición en el ranking FIFA en el momento del sorteo.
| Bombo 1                                                  | Bombo 2                                           | Bombo 3                                             | Bombo 4                                               |
| -------------------------------------------------------- | ------------------------------------------------- | --------------------------------------------------- | ----------------------------------------------------- |
| Argentina (1) México (14) Estados Unidos (12) Brasil (5) | Uruguay (11) Colombia (15) Ecuador (32) Perú (35) | Chile (40) Panamá (41) Venezuela (49) Paraguay (53) | Canadá (48) Costa Rica (52) Jamaica (55) Bolivia (85) |

## Fase de grupos
El calendario oficial fue anunciado el 4 de diciembre de 2023.
- Las horas indicadas corresponden al huso horario local de cada ciudad sede:
  - Horario de la costa este-EST (UTC-4), en East Rutherford, Charlotte, Atlanta, Miami Gardens y Orlando.
  - Horario del centro-CDT (UTC-5), en Kansas City, Arlington, Austin y Houston.
  - Horario de la costa oeste-PST (UTC-7), en Santa Clara, Paradise, Inglewood y Glendale.

     Clasificaron a los cuartos de final

### Grupo A
| Equipo    | Pts. | PJ | PG | PE | PP | GF | GC | Dif. |
| --------- | ---- | -- | -- | -- | -- | -- | -- | ---- |
| Argentina | 9    | 3  | 3  | 0  | 0  | 5  | 0  | 5    |
| Canadá    | 4    | 3  | 1  | 1  | 1  | 1  | 2  | –1   |
| Chile     | 2    | 3  | 0  | 2  | 1  | 0  | 1  | –1   |
| Perú      | 1    | 3  | 0  | 1  | 2  | 0  | 3  | –3   |

| 20 de junio | Argentina                      | 2:0 (0:0) | Canadá | Mercedes-Benz Stadium, Atlanta                                                    |                                                                                   |
| 20:00 (UTC-4) | Álvarez 49' · La. Martínez 88' | Reporte   |        | Asistencia: 70 564 espectadores Árbitro(s): Jesús Valenzuela VAR: Leodán González | Asistencia: 70 564 espectadores Árbitro(s): Jesús Valenzuela VAR: Leodán González |
| Primera participación de Canadá en Copa América. Lionel Messi llegó a 35 presencias en la Copa América, convirtiéndose en el jugador con más partidos en esta competencia superando al portero chileno Sergio Livingstone. |                                |           |        |                                                                                   |                                                                                   |

| 21 de junio | Perú | 0:0     | Chile | AT&T Stadium, Arlington                                                        |                                                                                |
| 19:00 (UTC-5) |      | Reporte |       | Asistencia: 43 030 espectadores Árbitro(s): Wilton Sampaio VAR: Rodolpho Toski | Asistencia: 43 030 espectadores Árbitro(s): Wilton Sampaio VAR: Rodolpho Toski |
| Claudio Bravo se convirtió en el futbolista más veterano en disputar un partido de la Copa América, con 41 años y 69 días; superando la marca de 39 años del arquero boliviano Carlos Trucco. |      |         |       |                                                                                |                                                                                |

| 25 de junio | Perú | 0:1 (0:0) | Canadá    | Children's Mercy Park, Kansas City (KCK)                                 |                                                                          |
| 17:00 (UTC-5) |      | Reporte   | David 74' | Asistencia: 15 625 espectadores Árbitro(s): Mario Escobar VAR: Juan Soto | Asistencia: 15 625 espectadores Árbitro(s): Mario Escobar VAR: Juan Soto |
| Primera victoria de Canadá en la Copa América, con Jonathan David convirtiendo el primer gol canadiense en la historia de esta competencia. Paolo Guerrero igualó a Yoshimar Yotún como el jugador peruano con más partidos disputados en el torneo: con veintisiete presencias desde la edición de 2007. |      |           |           |                                                                          |                                                                          |

| 25 de junio   | Chile | 0:1 (0:0) | Argentina        | MetLife Stadium, East Rutherford                                            |                                                                             |
| 21:00 (UTC-4) |       | Reporte   | La. Martínez 88' | Asistencia: 81 106 espectadores Árbitro(s): Andrés Matonte VAR: Carlos Orbe | Asistencia: 81 106 espectadores Árbitro(s): Andrés Matonte VAR: Carlos Orbe |

| 29 de junio | Argentina             | 2:0 (0:0) | Perú | Hard Rock Stadium, Miami                                                       |                                                                                |
| 20:00 (UTC-4) | La. Martínez 47', 86' | Reporte   |      | Asistencia: 64 972 espectadores Árbitro(s): César Ramos VAR: Guillermo Pacheco | Asistencia: 64 972 espectadores Árbitro(s): César Ramos VAR: Guillermo Pacheco |
| Primera vez desde la edición 1995 que la selección de Perú quedó eliminada en fase de grupos. Primera edición en la historia del torneo en que Perú no anota ningún gol. |                       |           |      |                                                                                |                                                                                |

| 29 de junio | Canadá | 0:0     | Chile | Inter&Co Stadium, Orlando                                                         |                                                                                   |
| 20:00 (UTC-4) |        | Reporte |       | Asistencia: 24 481 espectadores Árbitro(s): Wilmar Roldán VAR: Armando Villarreal | Asistencia: 24 481 espectadores Árbitro(s): Wilmar Roldán VAR: Armando Villarreal |
| Primera vez en la que Canadá se clasifica a los cuartos de final. Primera vez desde la edición 2004 que Chile quedó eliminado en fase de grupos. Primera vez desde la edición 1917 que Chile no anota un gol en una Copa América. |        |         |       |                                                                                   |                                                                                   |

### Grupo B
| Equipo    | Pts. | PJ | PG | PE | PP | GF | GC | Dif. |
| --------- | ---- | -- | -- | -- | -- | -- | -- | ---- |
| Venezuela | 9    | 3  | 3  | 0  | 0  | 6  | 1  | 5    |
| Ecuador   | 4    | 3  | 1  | 1  | 1  | 4  | 3  | 1    |
| México    | 4    | 3  | 1  | 1  | 1  | 1  | 1  | 0    |
| Jamaica   | 0    | 3  | 0  | 0  | 3  | 1  | 7  | –6   |

| 22 de junio                                                                         | Ecuador       | 1:2 (1:0) | Venezuela             | Levi's Stadium, Santa Clara                                              |                                                                          |
| 15:00 (UTC-7)                                                                       | Sarmiento 40' | Reporte   | Cádiz 64' · Bello 74' | Asistencia: 29 864 espectadores Árbitro(s): Wilmar Roldán VAR: Juan Lara | Asistencia: 29 864 espectadores Árbitro(s): Wilmar Roldán VAR: Juan Lara |
| Venezuela corta una racha sin ganar en el certamen y consigue su primera remontada. |               |           |                       |                                                                          |                                                                          |

| 22 de junio   | México      | 1:0 (0:0) | Jamaica | NRG Stadium, Houston                                                              |                                                                                   |
| 20:00 (UTC-5) | Arteaga 69' | Reporte   |         | Asistencia: 53 763 espectadores Árbitro(s): Ismail Elfath VAR: Armando Villarreal | Asistencia: 53 763 espectadores Árbitro(s): Ismail Elfath VAR: Armando Villarreal |

| 26 de junio                                                                           | Ecuador                                        | 3:1 (2:0) | Jamaica     | Allegiant Stadium, Paradise                                                   |                                                                               |
| 15:00 (UTC-7)                                                                         | Hincapié 13' · Páez 45+4' (pen.) · Minda 90+1' | Reporte   | Antonio 54' | Asistencia: 24 074 espectadores Árbitro(s): Cristián Garay VAR: Nicolás Gallo | Asistencia: 24 074 espectadores Árbitro(s): Cristián Garay VAR: Nicolás Gallo |
| Michail Antonio convirtió el primer gol de Jamaica en la historia de la Copa América. |                                                |           |             |                                                                               |                                                                               |

| 26 de junio                                                 | Venezuela         | 1:0 (0:0) | México | SoFi Stadium, Inglewood                                                        |                                                                                |
| 18:00 (UTC-7)                                               | Rondón 57' (pen.) | Reporte   |        | Asistencia: 72 773 espectadores Árbitro(s): Raphael Claus VAR: Pablo Gonçalves | Asistencia: 72 773 espectadores Árbitro(s): Raphael Claus VAR: Pablo Gonçalves |
| Primera victoria en la historia de Venezuela contra México. |                   |           |        |                                                                                |                                                                                |

| 30 de junio   | México | 0:0     | Ecuador | State Farm Stadium, Glendale                                                 |                                                                              |
| 17:00 (UTC-7) |        | Reporte |         | Asistencia: 62 565 espectadores Árbitro(s): Mario Escobar VAR: Silvio Trucco | Asistencia: 62 565 espectadores Árbitro(s): Mario Escobar VAR: Silvio Trucco |

| 30 de junio                                                                       | Jamaica | 0:3 (0:0) | Venezuela                            | Q2 Stadium, Austin                                                               |                                                                                  |
| 19:00 (UTC-5)                                                                     |         | Reporte   | Bello 49' · Rondón 56' · Ramírez 85' | Asistencia: 20 240 espectadores Árbitro(s): Maurizio Mariani VAR: Marco Di Bello | Asistencia: 20 240 espectadores Árbitro(s): Maurizio Mariani VAR: Marco Di Bello |
| Primera vez que Venezuela gana sus tres partidos terminando con puntaje perfecto. |         |           |                                      |                                                                                  |                                                                                  |

### Grupo C
| Equipo         | Pts. | PJ | PG | PE | PP | GF | GC | Dif. |
| -------------- | ---- | -- | -- | -- | -- | -- | -- | ---- |
| Uruguay        | 9    | 3  | 3  | 0  | 0  | 9  | 1  | 8    |
| Panamá         | 6    | 3  | 2  | 0  | 1  | 6  | 5  | 1    |
| Estados Unidos | 3    | 3  | 1  | 0  | 2  | 3  | 3  | 0    |
| Bolivia        | 0    | 3  | 0  | 0  | 3  | 1  | 10 | –9   |

| 23 de junio   | Estados Unidos           | 2:0 (2:0) | Bolivia | AT&T Stadium, Arlington                                                          |                                                                                  |
| 17:00 (UTC-5) | Pulisic 3' · Balogun 44' | Reporte   |         | Asistencia: 47 873 espectadores Árbitro(s): Maurizio Mariani VAR: Marco Di Bello | Asistencia: 47 873 espectadores Árbitro(s): Maurizio Mariani VAR: Marco Di Bello |

| 23 de junio   | Uruguay                                | 3:1 (1:0) | Panamá        | Hard Rock Stadium, Miami                                                   |                                                                            |
| 21:00 (UTC-4) | M. Araújo 16' · Núñez 85' · Viña 90+1' | Reporte   | Murillo 90+4' | Asistencia: 33 425 espectadores Árbitro(s): Piero Maza VAR: Mauro Vigliano | Asistencia: 33 425 espectadores Árbitro(s): Piero Maza VAR: Mauro Vigliano |

| 27 de junio   | Panamá                     | 2:1 (1:1) | Estados Unidos | Mercedes-Benz Stadium, Atlanta                                              |                                                                             |
| 18:00 (UTC-4) | Blackman 26' · Fajardo 83' | Reporte   | Balogun 22'    | Asistencia: 59 145 espectadores Árbitro(s): Iván Barton VAR: Tatiana Guzmán | Asistencia: 59 145 espectadores Árbitro(s): Iván Barton VAR: Tatiana Guzmán |

| 27 de junio   | Uruguay                                                                 | 5:0 (2:0) | Bolivia | MetLife Stadium, East Rutherford                                               |                                                                                |
| 21:00 (UTC-4) | Pellistri 8' · Núñez 21' · M. Araújo 77' · Valverde 81' · Bentancur 89' | Reporte   |         | Asistencia: 48 033 espectadores Árbitro(s): Juan Benítez VAR: Rodrigo Carvajal | Asistencia: 48 033 espectadores Árbitro(s): Juan Benítez VAR: Rodrigo Carvajal |

| 1 de julio                                                                                        | Estados Unidos | 0:1 (0:0) | Uruguay        | Arrowhead Stadium, Kansas City (KCMO)                                     |                                                                           |
| 20:00 (UTC-5)                                                                                     |                | Reporte   | M. Olivera 66' | Asistencia: 55 460 espectadores Árbitro(s): Kevin Ortega VAR: Carlos Orbe | Asistencia: 55 460 espectadores Árbitro(s): Kevin Ortega VAR: Carlos Orbe |
| Estados Unidos es el primer anfitrión que queda afuera en primera ronda desde el formato de 1987. |                |           |                |                                                                           |                                                                           |

| 1 de julio                                                                   | Bolivia     | 1:3 (0:1) | Panamá                                   | Inter&Co Stadium, Orlando                                                        |                                                                                  |
| 21:00 (UTC-4)                                                                | Miranda 69' | Reporte   | Fajardo 22' · Guerrero 79' · Yanis 90+1' | Asistencia: 16 129 espectadores Árbitra: Edina Alves Batista VAR: Rodolpho Toski | Asistencia: 16 129 espectadores Árbitra: Edina Alves Batista VAR: Rodolpho Toski |
| Primera vez que Panamá se clasifica a unos cuartos de final de Copa América. |             |           |                                          |                                                                                  |                                                                                  |

### Grupo D
| Equipo     | Pts. | PJ | PG | PE | PP | GF | GC | Dif. |
| ---------- | ---- | -- | -- | -- | -- | -- | -- | ---- |
| Colombia   | 7    | 3  | 2  | 1  | 0  | 6  | 2  | 4    |
| Brasil     | 5    | 3  | 1  | 2  | 0  | 5  | 2  | 3    |
| Costa Rica | 4    | 3  | 1  | 1  | 1  | 2  | 4  | –2   |
| Paraguay   | 0    | 3  | 0  | 0  | 3  | 3  | 8  | –5   |

| 24 de junio   | Colombia              | 2:1 (2:0) | Paraguay   | NRG Stadium, Houston                                                         |                                                                              |
| 17:00 (UTC-5) | Muñoz 32' · Lerma 42' | Reporte   | Enciso 69' | Asistencia: 67 059 espectadores Árbitro(s): Darío Herrera VAR: Silvio Trucco | Asistencia: 67 059 espectadores Árbitro(s): Darío Herrera VAR: Silvio Trucco |

| 24 de junio   | Brasil | 0:0     | Costa Rica | SoFi Stadium, Inglewood                                                        |                                                                                |
| 18:00 (UTC-7) |        | Reporte |            | Asistencia: 67 158 espectadores Árbitro(s): César Ramos VAR: Guillermo Pacheco | Asistencia: 67 158 espectadores Árbitro(s): César Ramos VAR: Guillermo Pacheco |

| 28 de junio   | Colombia                                             | 3:0 (1:0) | Costa Rica | State Farm Stadium, Glendale                                                   |                                                                                |
| 15:00 (UTC-7) | L. Díaz 31' (pen.) · D. Sánchez 59' · J. Córdoba 62' | Reporte   |            | Asistencia: 27 386 espectadores Árbitro(s): Gustavo Tejera VAR: Héctor Paletta | Asistencia: 27 386 espectadores Árbitro(s): Gustavo Tejera VAR: Héctor Paletta |

| 28 de junio   | Paraguay     | 1:4 (0:3) | Brasil                                                              | Allegiant Stadium, Paradise                                           |                                                                       |
| 18:00 (UTC-7) | Alderete 48' | Reporte   | Vinícius Júnior 35', 45+5' · Savinho 43' · Lucas Paquetá 65' (pen.) | Asistencia: 46 939 espectadores Árbitro(s): Piero Maza VAR: Juan Lara | Asistencia: 46 939 espectadores Árbitro(s): Piero Maza VAR: Juan Lara |

| 2 de julio    | Brasil       | 1:1 (1:1) | Colombia    | Levi's Stadium, Santa Clara                                                      |                                                                                  |
| 18:00 (UTC-7) | Raphinha 12' | Reporte   | Muñoz 45+2' | Asistencia: 70 971 espectadores Árbitro(s): Jesús Valenzuela VAR: Mauro Vigliano | Asistencia: 70 971 espectadores Árbitro(s): Jesús Valenzuela VAR: Mauro Vigliano |

| 2 de julio                                                                                           | Costa Rica            | 2:1 (2:0) | Paraguay | Q2 Stadium, Austin                                                                 |                                                                                    |
| 20:00 (UTC-5)                                                                                        | Calvo 3' · Alcócer 7' | Reporte   | Sosa 55' | Asistencia: 12 765 espectadores Árbitro(s): Yael Falcón Pérez VAR: Leodán González | Asistencia: 12 765 espectadores Árbitro(s): Yael Falcón Pérez VAR: Leodán González |
| Primera vez, desde 1925, que Paraguay pierde sus tres partidos de la fase, siendo su peor desempeño. |                       |           |          |                                                                                    |                                                                                    |

## Fase final

### Cuadro de desarrollo
|  | Cuartos de final       | Cuartos de final        |                              |       | Semifinales   | Semifinales   |  |  | Final | Final |
|  |                        |                         |                              |       |               |               |  |  |       |       |
|  | 4 de julio - Houston   |                         |                              |       |               |               |  |  |       |       |
|  |                        |                         |                              |       |               |               |  |  |       |       |
|  | Argentina              | 1 (4)                   |                              |       |               |               |  |  |       |       |
|  | Argentina              | 1 (4)                   | 9 de julio - East Rutherford |       |               |               |  |  |       |       |
|  | Ecuador                | 1 (2)                   |                              |       |               |               |  |  |       |       |
|  | Ecuador                | 1 (2)                   | Argentina                    | 2     |               |               |  |  |       |       |
|  | 5 de julio - Arlington |                         | Argentina                    | 2     |               |               |  |  |       |       |
|  |                        | Canadá                  | 0                            |       |               |               |  |  |       |       |
|  | Venezuela              | Canadá                  | 0                            | 1 (3) |               |               |  |  |       |       |
|  | Venezuela              |                         | 14 de julio - Miami Gardens  | 1 (3) |               |               |  |  |       |       |
|  | Canadá                 | 1 (4)                   |                              |       |               |               |  |  |       |       |
|  | Canadá                 | 1 (4)                   | Argentina (t. s.)            | 1     |               |               |  |  |       |       |
|  | 6 de julio - Paradise  |                         | Argentina (t. s.)            | 1     |               |               |  |  |       |       |
|  |                        | Colombia                | 0                            |       |               |               |  |  |       |       |
|  | Uruguay                | Colombia                | 0                            | 0 (4) |               |               |  |  |       |       |
|  | Uruguay                | 10 de julio - Charlotte |                              | 0 (4) |               |               |  |  |       |       |
|  | Brasil                 | 0 (2)                   |                              |       |               |               |  |  |       |       |
|  | Brasil                 | 0 (2)                   | Uruguay                      | 0     |               |               |  |  |       |       |
|  | 6 de julio - Glendale  |                         | Uruguay                      | 0     |               |               |  |  |       |       |
|  |                        | Colombia                | 1                            |       | Tercer puesto | Tercer puesto |  |  |       |       |
|  | Colombia               | Colombia                | 1                            | 5     | Tercer puesto | Tercer puesto |  |  |       |       |
|  | Colombia               |                         | 13 de julio - Charlotte      | 5     |               |               |  |  |       |       |
|  | Panamá                 | 0                       |                              |       |               |               |  |  |       |       |
|  | Panamá                 | 0                       | Canadá                       | 2 (3) |               |               |  |  |       |       |
|  |                        |                         |                              |       |               |               |  |  |       |       |
|  | Uruguay                | 2 (4)                   |                              |       |               |               |  |  |       |       |
|  | Uruguay                | 2 (4)                   |                              |       |               |               |  |  |       |       |

### Cuartos de final
| 4 de julio    | Argentina                                           | 1:1 (1:0) (4:2 p.)         | Ecuador                            | NRG Stadium, Houston                                                            |                                                                                 |
| 20:00 (UTC-5) | Li. Martínez 35'                                    | Reporte                    | Rodríguez 90+1'                    | Asistencia: 69 456 espectadores Árbitro(s): Andrés Matonte VAR: Leodán González | Asistencia: 69 456 espectadores Árbitro(s): Andrés Matonte VAR: Leodán González |
|               |                                                     | Tiros desde el punto penal |                                    |                                                                                 |                                                                                 |
|               | Messi · Álvarez · Mac Allister · Montiel · Otamendi |                            | Mena · Minda · Yeboah · J. Caicedo |                                                                                 |                                                                                 |

| 5 de julio                                                      | Venezuela                                            | 1:1 (0:1) (3:4 p.)         | Canadá                                               | AT&T Stadium, Arlington                                                        |                                                                                |
| 20:00 (UTC-5)                                                   | Rondón 64'                                           | Reporte                    | Shaffelburg 13'                                      | Asistencia: 51 080 espectadores Árbitro(s): Wilton Sampaio VAR: Rodolpho Toski | Asistencia: 51 080 espectadores Árbitro(s): Wilton Sampaio VAR: Rodolpho Toski |
|                                                                 |                                                      | Tiros desde el punto penal |                                                      |                                                                                |                                                                                |
|                                                                 | Rondón · Herrera · Rincón · Savarino · Cádiz · Ángel |                            | David · Millar · Bombito · Eustáquio · Davies · Koné |                                                                                |                                                                                |
| Canadá se clasifica por primera vez a semifinales, en su debut. |                                                      |                            |                                                      |                                                                                |                                                                                |

| 6 de julio                                                                              | Colombia                                                                     | 5:0 (3:0) | Panamá | State Farm Stadium, Glendale                                                     |                                                                                  |
| 15:00 (UTC-7)                                                                           | Córdoba 8' · Rodríguez 15' (pen.) · Díaz 41' · Ríos 70' · Borja 90+4' (pen.) | Reporte   |        | Asistencia: 39 740 espectadores Árbitro(s): Maurizio Mariani VAR: Marco Di Bello | Asistencia: 39 740 espectadores Árbitro(s): Maurizio Mariani VAR: Marco Di Bello |
| Primera vez en la historia que Colombia anota 5 goles en un partido de la Copa América. |                                                                              |           |        |                                                                                  |                                                                                  |

| 6 de julio    | Uruguay                                                 | 0:0 (4:2 p.)               | Brasil                                                             | Allegiant Stadium, Paradise                                                      |                                                                                  |
| 18:00 (UTC-7) |                                                         | Reporte                    |                                                                    | Asistencia: 43 827 espectadores Árbitro(s): Darío Herrera VAR: Guillermo Pacheco | Asistencia: 43 827 espectadores Árbitro(s): Darío Herrera VAR: Guillermo Pacheco |
|               |                                                         | Tiros desde el punto penal |                                                                    |                                                                                  |                                                                                  |
|               | Valverde · Bentancur · De Arrascaeta · Giménez · Ugarte |                            | Éder Militão · Andreas Pereira · Douglas Luiz · Gabriel Martinelli |                                                                                  |                                                                                  |

### Semifinales
| 9 de julio    | Argentina               | 2:0 (1:0) | Canadá | MetLife Stadium, East Rutherford                                      |                                                                       |
| 20:00 (UTC-4) | Álvarez 22' · Messi 51' | Reporte   |        | Asistencia: 80 102 espectadores Árbitro(s): Piero Maza VAR: Juan Lara | Asistencia: 80 102 espectadores Árbitro(s): Piero Maza VAR: Juan Lara |

| 10 de julio   | Uruguay | 0:1 (0:1) | Colombia  | Bank of America Stadium, Charlotte                                       |                                                                          |
| 20:00 (UTC-4) |         | Reporte   | Lerma 39' | Asistencia: 70 644 espectadores Árbitro(s): César Ramos VAR: Carlos Orbe | Asistencia: 70 644 espectadores Árbitro(s): César Ramos VAR: Carlos Orbe |

### Definición del tercer puesto
| 13 de julio   | Canadá                                      | 2:2 (1:1) (3:4 p.)         | Uruguay                                       | Bank of America Stadium, Charlotte                                           |                                                                              |
| 20:00 (UTC-4) | Koné 22' · David 80'                        | Reporte                    | Bentancur 8' · Suárez 90+2'                   | Asistencia: 24 386 espectadores Árbitro(s): Alexis Herrera VAR: Derlis López | Asistencia: 24 386 espectadores Árbitro(s): Alexis Herrera VAR: Derlis López |
|               |                                             | Tiros desde el punto penal |                                               |                                                                              |                                                                              |
|               | David · Bombito · Koné · Choinière · Davies |                            | Valverde · Bentancur · De Arrascaeta · Suárez |                                                                              |                                                                              |

### Final
| 14 de julio | Argentina         | 1:0 (0:0; 0:0) (t. s.) | Colombia | Hard Rock Stadium, Miami Gardens                                              |                                                                               |
| 21:20 (UTC-4) | La. Martínez 112' | Reporte                |          | Asistencia: 65 300 espectadores Árbitro(s): Raphael Claus VAR: Rodolpho Toski | Asistencia: 65 300 espectadores Árbitro(s): Raphael Claus VAR: Rodolpho Toski |
| Estaba programado que el partido comenzara las 20:00 (UTC-4), pero se pospuso debido a problemas de seguridad originados por el ingreso irregular de aficionados, permitido por los responsables de las entradas, ocasionando situaciones de sobrecupo y bloqueo en zonas de desalojo, entre otros inconvenientes. |                   |                        |          |                                                                               |                                                                               |

|                               |
| Bandera de Argentina          |
| Campeón Argentina 16.º título |

## Estadísticas

### Clasificación general

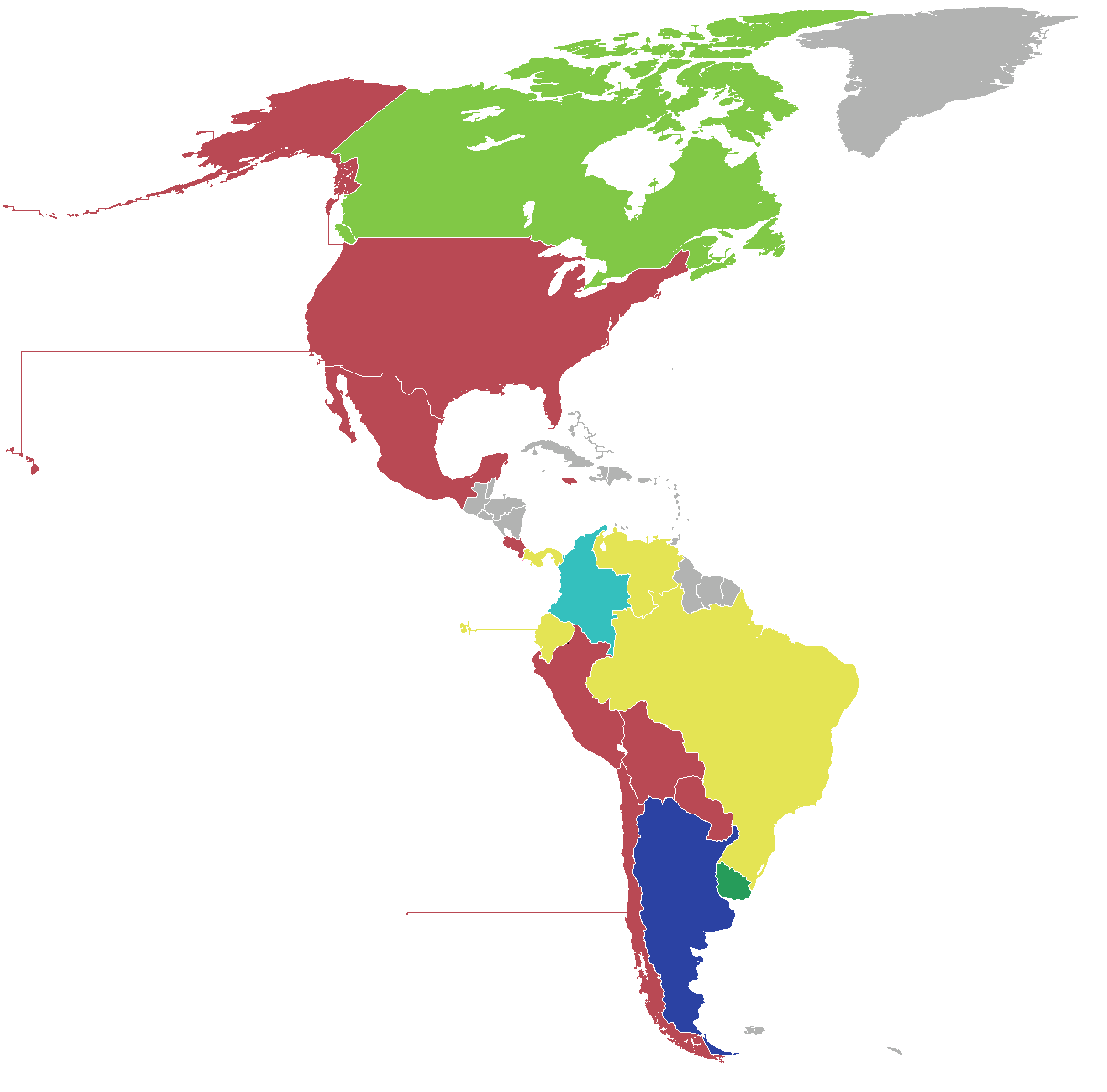
Países participantes según la fase alcanzada en el torneo.
Campeón
Subcampeón
Tercer puesto
Cuarto puesto
Cuartos de final
Fase de grupos

| Campeón Subcampeón Tercer puesto | Cuarto puesto Cuartos de final Fase de grupos |

| Pos. | Selección      | Gr. | Pts. | PJ | PG | PE | PP | GF | GC | Dif | Rend.   |
| ---- | -------------- | --- | ---- | -- | -- | -- | -- | -- | -- | --- | ------- |
| 1    | Argentina      | A   | 16   | 6  | 5  | 1  | 0  | 9  | 1  | 8   | 88.89 % |
| 2    | Colombia       | D   | 13   | 6  | 4  | 1  | 1  | 12 | 3  | 9   | 72.22 % |
| 3    | Uruguay        | C   | 11   | 6  | 3  | 2  | 1  | 11 | 4  | 7   | 61.11 % |
| 4    | Canadá         | A   | 6    | 6  | 1  | 3  | 2  | 4  | 7  | −3  | 33.33 % |
| 5    | Venezuela      | B   | 10   | 4  | 3  | 1  | 0  | 7  | 2  | 5   | 83.33 % |
| 6    | Brasil         | D   | 6    | 4  | 1  | 3  | 0  | 5  | 2  | 3   | 50 %    |
| 7    | Panamá         | C   | 6    | 4  | 2  | 0  | 2  | 6  | 10 | –4  | 50 %    |
| 8    | Ecuador        | B   | 5    | 4  | 1  | 2  | 1  | 5  | 4  | 1   | 41.67 % |
| 9    | México         | B   | 4    | 3  | 1  | 1  | 1  | 1  | 1  | 0   | 44.44 % |
| 10   | Costa Rica     | D   | 4    | 3  | 1  | 1  | 1  | 2  | 4  | –2  | 44.44 % |
| 11   | Estados Unidos | C   | 3    | 3  | 1  | 0  | 2  | 3  | 3  | 0   | 33.33 % |
| 12   | Chile          | A   | 2    | 3  | 0  | 2  | 1  | 0  | 1  | –1  | 22.22 % |
| 13   | Perú           | A   | 1    | 3  | 0  | 1  | 2  | 0  | 3  | –3  | 11.11 % |
| 14   | Paraguay       | D   | 0    | 3  | 0  | 0  | 3  | 3  | 8  | –5  | 0 %     |
| 15   | Jamaica        | B   | 0    | 3  | 0  | 0  | 3  | 1  | 7  | –6  | 0 %     |
| 16   | Bolivia        | C   | 0    | 3  | 0  | 0  | 3  | 1  | 10 | −9  | 0 %     |

| Jugador            | Selección      | Goles | Min. |
| ------------------ | -------------- | ----- | ---- |
| Lautaro Martínez   | Argentina      | 5     | 224  |
| Salomón Rondón     | Venezuela      | 3     | 247  |
| Folarin Balogun    | Estados Unidos | 2     | 179  |
| Eduard Bello       | Venezuela      | 2     | 206  |
| José Fajardo       | Panamá         | 2     | 209  |
| Julián Álvarez     | Argentina      | 2     | 250  |
| Vinícius Júnior    | Brasil         | 2     | 251  |
| Maximiliano Araújo | Uruguay        | 2     | 297  |
| Daniel Muñoz       | Colombia       | 2     | 315  |
| Jhon Córdoba       | Colombia       | 2     | 345  |
| Darwin Núñez       | Uruguay        | 2     | 353  |
| Luis Díaz          | Colombia       | 2     | 360  |
| Jefferson Lerma    | Colombia       | 2     | 360  |
| Jonathan David     | Canadá         | 2     | 447  |

| Lista completa    | Lista completa | Lista completa | Lista completa | Lista completa |
| Jugador           | Selección      | Goles          | PJ             |                |
| ----------------- | -------------- | -------------- | -------------- | -------------- |
| Lisandro Martínez | Argentina      | 1              | 5              |                |
| Lionel Messi      | Argentina      | 1              | 5              |                |
| Lucas Paquetá     | Brasil         | 1              | 2              |                |
| Savinho           | Brasil         | 1              | 2              |                |
| Bruno Miranda     | Bolivia        | 1              | 3              |                |
| Ismaël Koné       | Canadá         | 1              | 5              |                |
| Jacob Shaffelburg | Canadá         | 1              | 6              |                |
| James Rodríguez   | Colombia       | 1              | 4              |                |
| Richard Ríos      | Colombia       | 1              | 4              |                |
| Miguel Borja      | Colombia       | 1              | 1              |                |
| Davinson Sánchez  | Colombia       | 1              | 4              |                |
| Francisco Calvo   | Costa Rica     | 1              | 3              |                |
| Alan Minda        | Ecuador        | 1              | 4              |                |
| Kevin Rodríguez   | Ecuador        | 1              | 4              |                |
| Kendry Páez       | Ecuador        | 1              | 4              |                |
| Jeremy Sarmiento  | Ecuador        | 1              | 4              |                |
| Piero Hincapié    | Ecuador        | 1              | 4              |                |
| Christian Pulisic | Estados Unidos | 1              | 2              |                |
| Michail Antonio   | Jamaica        | 1              | 2              |                |
| Gerardo Arteaga   | México         | 1              | 2              |                |
| César Blackman    | Panamá         | 1              | 2              |                |
| Michael Murillo   | Panamá         | 1              | 2              |                |
| Eduardo Guerrero  | Panamá         | 1              | 2              |                |
| César Yanis       | Panamá         | 1              | 2              |                |
| Omar Alderete     | Paraguay       | 1              | 2              |                |
| Julio Enciso      | Paraguay       | 1              | 2              |                |
| Josimar Alcócer   | Costa Rica     | 1              | 2              |                |
| Rodrigo Bentancur | Uruguay        | 1              | 3              |                |
| Federico Valverde | Uruguay        | 1              | 3              |                |
| Matías Viña       | Uruguay        | 1              | 3              |                |
| Facundo Pellistri | Uruguay        | 1              | 3              |                |
| Mathías Olivera   | Uruguay        | 1              | 3              |                |
| Jhonder Cádiz     | Venezuela      | 1              | 2              |                |
| Eric Ramírez      | Venezuela      | 1              | 1              |                |

| Jugador             | Selección | Asistencias | Min. |
| ------------------- | --------- | ----------- | ---- |
| James Rodríguez     | Colombia  | 6           | 377  |
| Nicolás de la Cruz  | Uruguay   | 2           | 198  |
| Jon Aramburu        | Venezuela | 2           | 261  |
| Alexis Mac Allister | Argentina | 2           | 270  |

| Lista completa         | Lista completa | Lista completa | Lista completa | Lista completa |
| Jugador                | Selección      | Asistencias    | PJ             |                |
| ---------------------- | -------------- | -------------- | -------------- | -------------- |
| Jhon Córdoba           | Colombia       | 1              | 4              |                |
| Lionel Messi           | Argentina      | 1              | 4              |                |
| Kervin Andrade         | Venezuela      | 1              | 1              |                |
| Lucas Paquetá          | Brasil         | 1              | 2              |                |
| Jhon Arias             | Colombia       | 1              | 2              |                |
| Carlos Gruezo          | Ecuador        | 1              | 2              |                |
| John Yeboah            | Ecuador        | 1              | 3              |                |
| Moisés Caicedo         | Ecuador        | 1              | 4              |                |
| Timothy Weah           | Estados Unidos | 1              | 2              |                |
| Antonee Robinson       | Estados Unidos | 1              | 2              |                |
| Christian Pulisic      | Estados Unidos | 1              | 2              |                |
| Luis Romo              | México         | 1              | 2              |                |
| Freddy Góndola         | Panamá         | 1              | 2              |                |
| Abdiel Ayarza          | Panamá         | 1              | 2              |                |
| Ramón Sosa             | Paraguay       | 1              | 2              |                |
| Giorgian de Arrascaeta | Uruguay        | 1              | 2              |                |
| Ronald Araújo          | Uruguay        | 1              | 3              |                |
| Matías Viña            | Uruguay        | 1              | 3              |                |
| Facundo Pellistri      | Uruguay        | 1              | 3              |                |
| Maximiliano Araújo     | Uruguay        | 1              | 3              |                |
| Yangel Herrera         | Venezuela      | 1              | 3              |                |
| Salomón Rondón         | Venezuela      | 1              | 3              |                |
| Ángel Di María         | Argentina      | 1              | 3              |                |
| Jacob Shaffelburg      | Canadá         | 1              | 3              |                |
| Joseph Mora            | Costa Rica     | 1              | 3              |                |
| Jefferson Brenes       | Costa Rica     | 1              | 3              |                |

## Premios y reconocimientos

### Jugador del partido
Al finalizar cada encuentro se eligió a un jugador como el mejor del partido, por haber sido el que tuvo mayor incidencia en el juego.
| Fase de grupos - 1.ª fecha | Fase de grupos - 1.ª fecha | Fase de grupos - 2.ª fecha | Fase de grupos - 2.ª fecha | Fase de grupos - 3.ª fecha | Fase de grupos - 3.ª fecha | Fases finales     | Fases finales |
| Jugador                    | Partido                    | Jugador                    | Partido                    | Jugador                    | Partido                    | Jugador           | Partido       |
| -------------------------- | -------------------------- | -------------------------- | -------------------------- | -------------------------- | -------------------------- | ----------------- | ------------- |
| Julián Álvarez             | 2:0                        | Jonathan David             | 0:1                        | Lautaro Martínez           | 2:0                        | Emiliano Martínez | 1:1 (4:2)     |
| Alexis Sánchez             | 0:0                        | Claudio Bravo              | 0:1                        | Alexis Sánchez             | 0:0                        | Jacob Shaffelburg | 1:1 (3:4)     |
| Salomón Rondón             | 1:2                        | Moisés Caicedo             | 3:1                        | Moisés Caicedo             | 0:0                        | James Rodríguez   | 5:0           |
| Gerardo Arteaga            | 1:0                        | Salomón Rondón             | 1:0                        | Salomón Rondón             | 0:3                        | Sergio Rochet     | 0:0 (4:2)     |
| Christian Pulisic          | 2:0                        | Folarin Balogun            | 2:1                        | Mathías Olivera            | 0:1                        | Lionel Messi      | 2:0           |
| Maximiliano Araújo         | 3:1                        | Maximiliano Araújo         | 5:0                        | Cristian Martínez          | 1:3                        | James Rodríguez   | 0:1           |
| James Rodríguez            | 2:1                        | Luis Díaz                  | 3:0                        | James Rodríguez            | 1:1                        | Luis Suárez       | 2:2 (3:4)     |
| Patrick Sequeira           | 0:0                        | Vinícius Júnior            | 1:4                        | Josimar Alcócer            | 2:1                        | Ángel Di María    | 1:0           |

### Mejor jugador del torneo
- James Rodríguez.

James Rodríguez registró durante el torneo un gol y seis asistencias, logrando un nuevo récord en el último rubro, y fue el jugador del partido en cuatro de los seis encuentros disputados por su equipo.

### Bota de Oro
- Lautaro Martínez.

Lautaro Martínez convirtió cinco goles y fue el máximo goleador del certamen.

### Mejor portero del torneo
- Emiliano Martínez.

El arquero argentino mantuvo su portería en cero en cinco de los seis partidos que disputó, la excepción fue el duelo de cuartos de final contra Ecuador, donde concedió el único gol que recibió, y contuvo dos tiros desde el punto penal en el desempate del partido.

### Premio al juego limpio
- Selección de Colombia.

Por ser la selección que menos tarjetas recibió durante el certamen.

### Equipo ideal
El equipo ideal del torneo fue elegido por el Grupo de Estudio Técnico de la Conmebol.
| Portero           | Defensores                                                        | Mediocampistas                                | Delanteros                             | Entrenador     |
| ----------------- | ----------------------------------------------------------------- | --------------------------------------------- | -------------------------------------- | -------------- |
| Emiliano Martínez | Piero Hincapié Davinson Sánchez Cristian Romero Alistair Johnston | James Rodríguez Manuel Ugarte Rodrigo de Paul | Raphinha Lautaro Martínez Lionel Messi | Lionel Scaloni |

#### Estadísticas
| Guardameta     | Emiliano Martínez | 6 (6/0)        | 570            | 0              | 0              |                |                |                |
| Defensa        | Piero Hincapié    | 4 (4/0)        | 360            | 1              | 0              |                |                |                |
| Defensa        | Davinson Sánchez  | 6 (6/0)        | 570            | 1              | 0              |                |                |                |
| Defensa        | Cristian Romero   | 5 (5/0)        | 480            | 0              | 0              |                |                |                |
| Defensa        | Alistair Johnston | 6 (6/0)        | 512            | 0              | 0              |                |                |                |
| Centrocampista | James Rodríguez   | 6 (6/0)        | 468            | 1              | 6              |                |                |                |
| Centrocampista | Manuel Ugarte     | 6 (6/0)        | 495            | 0              | 0              |                |                |                |
| Centrocampista | Rodrigo de Paul   | 5 (5/0)        | 480            | 0              | 1              |                |                |                |
| Delantero      | Raphinha          | 4 (3/1)        | 260            | 1              | 0              |                |                |                |
| Delantero      | Lautaro Martínez  | 6 (2/4)        | 221            | 5              | 0              |                |                |                |
| Delantero      | Lionel Messi      | 5 (5/0)        | 426            | 1              | 2              |                |                |                |
| Entrenador     | Lionel Scaloni    | Lionel Scaloni | Lionel Scaloni | Lionel Scaloni | Lionel Scaloni | Lionel Scaloni | Lionel Scaloni | Lionel Scaloni |

## Mercadeo

### Patrocinios

#### Globales
- Betano[47]
- Coca-Cola[48]
- Delta Air Lines[49]
- LATAM Airlines[49]
- Mastercard[50]
- Mercado Libre[51]
- Michelob Ultra[52]
- Unilever[53]

#### Regionales
- BYD[54]
- Gran Centenario[55]
- Interrapidisimo[56]
- Lowe's[57]
- TCL[58]

#### Socios
- Absolut Sport[59]
- Puma[60]

### Transmisión
| Territorio           | Emisoras                                            | Ref.                 |
| -------------------- | --------------------------------------------------- | -------------------- |
| Sudamérica           | DSports/DGO                                         | [ 61 ]               |
| Caribe               | CSport CVM                                          | [ 62 ]               |
| Argentina            | Telefe TV Pública TyC Sports Flow Dibox             | [ 63 ] [ 64 ] [ 65 ] |
| Australia            | Optus                                               | [ 66 ]               |
| Bolivia              | Tigo Sports COMTECO Inter Satelital Entel TV Unitel | [ 67 ] [ 68 ]        |
| Brasil               | SporTV TV Globo                                     | [ 69 ] [ 70 ]        |
| Canadá               | TSN (inglés)                                        | [ 71 ]               |
| Canadá               | RDS (francés)                                       | [ 71 ]               |
| Chile                | Canal 13 Chilevisión                                | [ 72 ]               |
| Colombia             | Caracol Televisión Canal RCN Win Sports+            | [ 73 ] [ 74 ]        |
| Costa Rica           | Teletica Repretel                                   | [ 75 ]               |
| Dinamarca            | Viaplay                                             | [ 76 ]               |
| Ecuador              | Ecuavisa El Canal del Fútbol                        | [ 77 ]               |
| El Salvador          | Canal 4                                             | [ 78 ]               |
| España               | Movistar Plus+ CCMA                                 | [ 79 ] [ 80 ]        |
| Estados Unidos       | Fox Sports (inglés)                                 | [ 81 ]               |
| Estados Unidos       | TUDN/Univision/ViX (español)                        | [ 82 ]               |
| Fiyi                 | FBC                                                 | [ 83 ]               |
| Guatemala            | TV Azteca Guate                                     | [ 84 ]               |
| Guatemala            | Claro Sports                                        | [ 85 ]               |
| Honduras             | Canal 11                                            | [ 86 ]               |
| Irlanda              | Premier Sports                                      | [ 87 ]               |
| Italia               | Sportitalia                                         | [ 88 ]               |
| México               | TUDN/ViX                                            | [ 89 ]               |
| México               | TV Azteca                                           | [ 90 ] [ 91 ]        |
| Nicaragua            | Viva Nicaragua                                      | [ 92 ]               |
| Panamá               | RPC TV                                              | [ 93 ]               |
| Panamá               | TVMax                                               | [ 94 ]               |
| Paraguay             | Telefuturo SNT Trece Tigo Sports                    | [ 95 ]               |
| Perú                 | América Televisión                                  | [ 96 ]               |
| Polonia              | Viaplay                                             | [ 97 ]               |
| Reino Unido          | Premier Sports                                      | [ 87 ]               |
| República Dominicana | CDN Deportes                                        | [ 98 ]               |
| Rumania              | Digi Sport                                          | [ 99 ]               |
| Uruguay              | AUFTV Antel TV Flow Montecable TV Ciudad            | [ 100 ]              |
| Venezuela            | Televen                                             | [ 101 ]              |

### Balón
Los balones fueron proporcionados por Puma por primera vez, tras 20 años de asociación con Nike, que finalizó en 2023. El Puma Cumbre se dio a conocer durante el sorteo de la fase de grupos de la competición el 7 de diciembre de 2023.

### Mascota
La mascota oficial del torneo se dio a conocer el 7 de diciembre de 2023, durante el sorteo de la fase de grupos. Su nombre es «Capitán» y es un águila antropomórfica.

### Himno oficial
El 15 de mayo de 2024, la Conmebol informó que el himno oficial del torneo sería el tema «Puntería», interpretado por la cantante colombiana Shakira.

## Controversias

### Intervención religiosa en la inauguración
Durante la ceremonia de inauguración realizada en el Mercedes-Benz Stadium de Atlanta, previo al partido entre las selecciones de Argentina y Canadá, el predicador evangélico Emilio Agüero emitió un discurso religioso, en el que expresó: «Dios bendiga a todas las naciones de América, a cada equipo y a cada deportista, a todos los hinchas, dirigentes, y a todas las familias del continente. En el nombre de Cristo Jesús, Amén». Las reacciones se centraron en que el artículo 4 del Estatuto de la FIFA declara la neutralidad del organismo, sus afiliados y sus competencias en temas políticos y religiosos. Asimismo, el artículo 4 del Reglamento de Juego establece que no se deben mostrar mensajes políticos, religiosos o personales en la vestimenta de los jugadores.

### Estado de los campos de juego
Desde el inicio del torneo, jugadores y entrenadores han expresado su descontento con el estado del césped en los estadios, argumentando que las condiciones del campo afectaban significativamente el juego. El problema se evidenció inicialmene en el estadio Mercedes-Benz de Atlanta, donde el césped se instaló apenas dos días antes del primer partido entre Argentina y Canadá, y siguió siendo criticado a lo largo del torneo. La causa principal fue la instalación de césped natural sobre grama sintética y la realización de eventos previos en los estadios que impidieron una adecuada recuperación del césped. Un experto en mantenimiento de césped indicó que la preparación de estas canchas requiere más tiempo, ya que la Conmebol no consideró el tiempo necesario para preparar adecuadamente las canchas, y la falta de exclusividad de uso de los estadios complicó aún más la situación. Sin embargo la propia Conmebol negó la situación e indicó de que se trataba de una "mala percepción estética".

### Falta de seguridad en los estadios
Tras la victoria de Colombia sobre Uruguay por semifinales, se presentaron peleas entre espectadores y algunos futbolistas uruguayos, quienes se enfrentaron con hinchas colombianos debido a que estos últimos estaban atacando a la hinchada uruguaya, en la que además se encontraban sus familiares. La CONMEBOL emitió un comunicado condenando la violencia y la intolerancia en el fútbol, pero no se refirió a la falta de seguridad contratada por ellos, lo cual fue criticado por parte de entrenadores y futbolistas, atribuyendo lo ocurrido a "hinchas desubicados", ni indicando algún cambio en la seguridad de los partidos por disputarse.
En la final se produjeron nuevos episodios que pusieron en cuestionamiento la capacidad organizativa del anfitrión.